# Артур Кронквіст
Артур Джон Кронквіст (англ. Arthur John Cronquist, 1919—1992) — всесвітньо відомий американський ботанік, автор таксономічної системи класифікації квіткових рослин, відомої як Система Кронквіста.

## Визнання
У честь А. Кронквіста названі наступні роди рослин:
- Кронквістія (Cronquistia R.M.King)
- Кронквістіантус (Cronquistianthus H.Rob.).

## Важливіші наукові праці
- Єдина система класифікації квіткових рослин (An Integrated System of Classification of Flowing Plants), 1981;
- Еволюція і класифікація квіткових рослин (The Evolution and Classification of Flowing Plants), перше видання— 1968, друге — 1988.